# Dennis Eick
Dennis Steffen Eick (* 1971 in Deutschland) ist ein deutscher Sachbuch-, Roman- und Drehbuchautor, sowie Dozent.

## Leben und Wirken
Eick absolvierte an der Universität zu Köln ein Magisterstudium in Germanistik, Anglistik und Allgemeine Sprachwissenschaften, welches er 2002 beendete. 2005 wurde er in Filmwissenschaften an der Johannes Gutenberg-Universität Mainz promoviert und veröffentlichte sein erstes Sachbuch Exposee, Treatment und Konzept im UVK Verlag. Von 2001 bis 2008 war Eick erst Lektor und später Redakteur im Bereich Fiktion beim RTL und in dieser Tätigkeit unter anderem verantwortlich für Alarm für Cobra 11 und Im Namen des Gesetzes. Seit 2008 ist er, weiterhin für RTL, als Talent- und Literaturscout tätig. 2009 folgte die Veröffentlichung seines ersten Romans, Ich frage mich im Rowohlt Verlag. Außerdem war er als Headautor für die ARD-Serie In Aller Freundschaft – die jungen Ärzte tätig.
2009 wurde er als Gastprofessor für Serielles Schreiben an die Hochschule für Film und Fernsehen in Potsdam berufen, seitdem ist er dort als Dozent tätig. Außerdem lehrte er schon an der Schule für Angewandte Linguistik in Zürich, Hochschule für Fernsehen und Film München, Hochschule der Medien Stuttgart, der Universität zu Köln und der Heinrich-Heine-Universität Düsseldorf.

## Werke (Auswahl)

### Filmografie
- 2010: Jojo sucht das Glück (Webserie, 3. Staffel)
- 2013: Der große Schwindel (Fernsehfilm)
- 2015–2017: In aller Freundschaft – Die jungen Ärzte (Fernsehserie, 18 Folgen)
- 2016: Tierärztin Dr. Mertens (Fernsehserie, 13 Folgen)
- 2017–2018: Bettys Diagnose (Fernsehserie, 3 Folgen)
- 2018: Lifelines (Fernsehserie, Folge 1.09)
- 2018 & 2020: Der Lehrer (Fernsehserie, Folgen 6.05 und 8.02)
- 2020: ÜberWeihnachten (Miniserie)

### Schriften
- Exposee, Treatment und Konzept. Sachbuch. UVK. 2005
- Drehbuchtheorien. Eine vergleichende Analyse. Sachbuch. UVK. 2006
- Noch mehr Exposees, Treatments und Konzepte – erfolgreiche Beispiele aus Film und Fernsehen. Sachbuch. UVK. 2008
- Was kostet mein Drehbuch? Das Skript als Grundlage für die Filmkalkulation. Sachbuch. UVK. 2008
- Ich frage mich. Roman. Rowohlt. 2009
- Der Pott des Grauens. Roman. Rowohlt. 2010
- Supermanfred. Roman. Rowohlt. 2013
- Digitales Erzählen. Sachbuch. UVK. 2014